# Найт, Ньютон
Ньютон Найт (англ. Newton Knight; 10 ноября 1829, Джонс — 16 февраля 1922, Джаспер) — американский фермер, солдат и южный юнионист в Миссисипи. 
Более известный как лидер отряда Найта, банды дезертиров из армии Конфедеративных Штатов Америки, которые противостояли конфедеративным войскам во время гражданской войны. 
После войны женился вторым браком на освобождённой бывшей рабыне своего деда. Так как она была темнокожей, штат Миссисипи не признавал этот брак. 
Его сын Том написал биографию отца. Судьбе Найта посвящены художественные фильмы «Корни» (1948) и «Свободный штат Джонса» (2016).

## Семья
- Дедушка — Джон (1773—1861)
- Отец — Альберт (1799—1862)
- Первая жена (с 1858) — Серена Тёрнер (1838 — 1923)
  - Сын — Томас Джефферсон (1860 — 1956)
  - Сын — Джордж Мэттью (1859 — 1911)
  - Сын — Джозеф (1866 — 1908)
  - Сын — Уильям (1860 — 1951)
  - Дочь — Эльза Анн (1864 — 1917)
  - Дочь — Сьюзан (1868 — 1947)
  - Дочь — Хезар (1871 — 1952)
  - Дочь — Кора (1874 —1950)
- Вторая жена — Рейчел Найт (1840 — 1889)
  - Общих детей нет

## В фильмах
- Свободный штат Джонса (2016)